# La Chapelle-sur-Usson
Pour les articles homonymes, voir La Chapelle et Usson.
La Chapelle-sur-Usson est une commune française, située dans le département du Puy-de-Dôme en région Auvergne-Rhône-Alpes.

## Géographie
La commune fait partie du parc naturel régional Livradois-Forez.
|           | Bansat                   |                     |
| Lamontgie | La Chapelle-sur-Usson    | Vernet-la-Varenne   |
| Esteil    | Saint-Jean-Saint-Gervais | Champagnat-le-Jeune |

### Lieux-dits et écarts de la commune
- Barre (la)
- Coupe-Gorge
- Guéry
- Martres (les)
- Perrier
- Pin (le)
- Solignat

### Climat
Pour des articles plus généraux, voir Climat d'Auvergne-Rhône-Alpes et Climat du Puy-de-Dôme.
En 2010, le climat de la commune est de type climat des marges montargnardes, selon une étude du Centre national de la recherche scientifique s'appuyant sur une série de données couvrant la période 1971-2000. En 2020, Météo-France publie une typologie des climats de la France métropolitaine dans laquelle la commune est exposée à un climat de montagne ou de marges de montagne et est dans la région climatique  Nord-est du Massif Central, caractérisée par une pluviométrie annuelle de 800 à 1 200 mm, bien répartie dans l’année. 
Pour la période 1971-2000, la température annuelle moyenne est de 9,6 °C, avec une amplitude thermique annuelle de 15,7 °C. Le cumul annuel moyen de précipitations est de 756 mm, avec 8,2 jours de précipitations en janvier et 7,1 jours en juillet. Pour la période 1991-2020, la température moyenne annuelle observée sur la station météorologique de Météo-France la plus proche, « Saint-Germain-L Herm », sur la commune de Saint-Germain-l'Herm à 11 km à vol d'oiseau, est de 8,0 °C et le cumul annuel moyen de précipitations est de 1 067,3 mm,. Pour l'avenir, les paramètres climatiques de la commune estimés pour 2050 selon différents scénarios d'émission de gaz à effet de serre sont consultables sur un site dédié publié par Météo-France en novembre 2022.

## Urbanisme

### Typologie
Au 1er janvier 2024, La Chapelle-sur-Usson est catégorisée commune rurale à habitat très dispersé, selon la nouvelle grille communale de densité à sept niveaux définie par l'Insee en 2022.
Elle est située hors unité urbaine. Par ailleurs la commune fait partie de l'aire d'attraction d'Issoire, dont elle est une commune de la couronne,. Cette aire, qui regroupe 53 communes, est catégorisée dans les aires de moins de 50 000 habitants,.

### Occupation des sols
L'occupation des sols de la commune, telle qu'elle ressort de la base de données européenne d’occupation biophysique des sols Corine Land Cover (CLC), est marquée par l'importance des forêts et milieux semi-naturels (51,9 % en 2018), une proportion sensiblement équivalente à celle de 1990 (51,6 %). La répartition détaillée en 2018 est la suivante : 
forêts (51,9 %), prairies (34,6 %), terres arables (9,1 %), zones agricoles hétérogènes (4,4 %). L'évolution de l’occupation des sols de la commune et de ses infrastructures peut être observée sur les différentes représentations cartographiques du territoire : la carte de Cassini (XVIIIe siècle), la carte d'état-major (1820-1866) et les cartes ou photos aériennes de l'IGN pour la période actuelle (1950 à aujourd'hui).

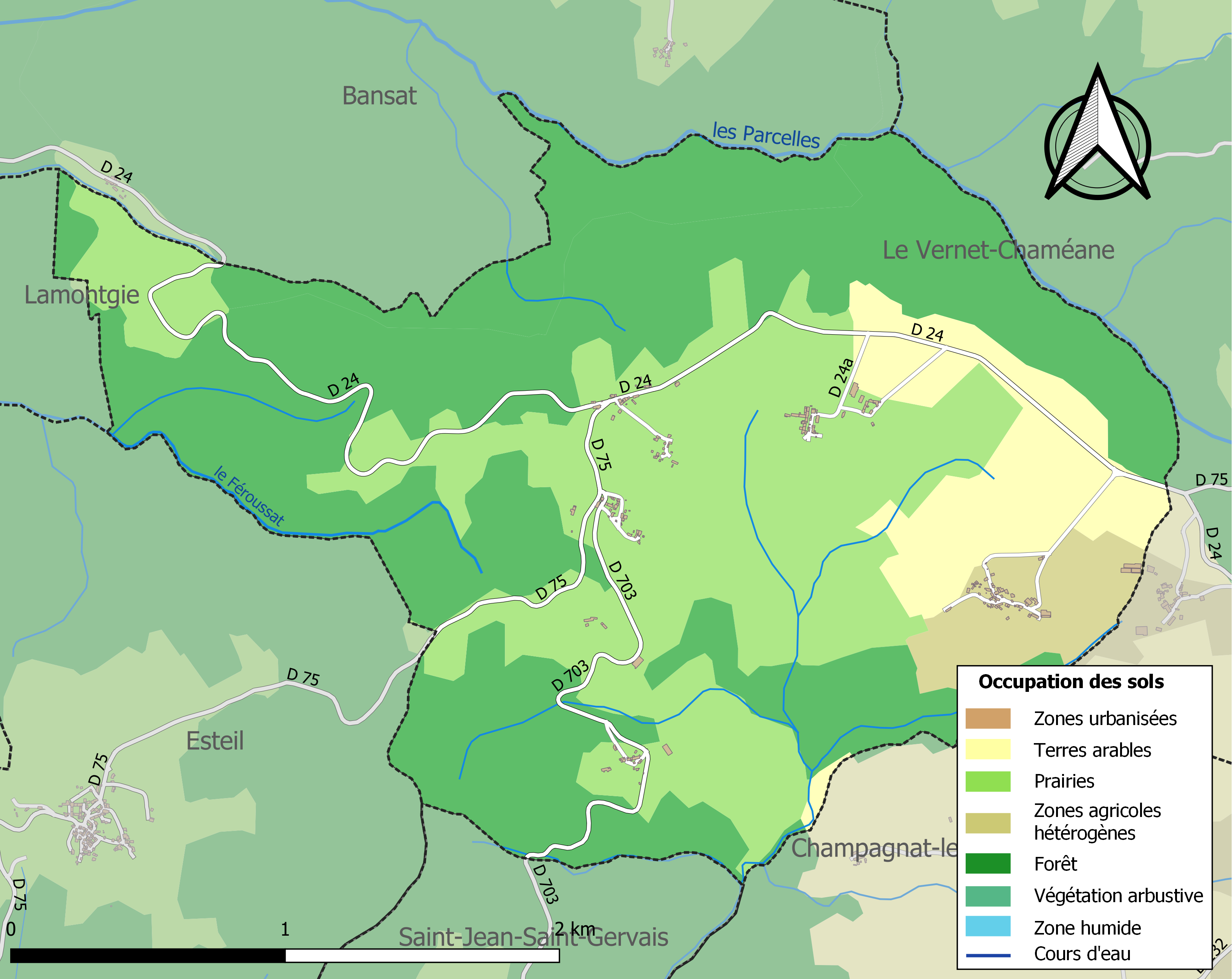
Carte des infrastructures et de l'occupation des sols de la commune en 2018 (CLC).

## Toponymie
Le nom de la commune est composé d'une première partie qui marque sa particularité, en l'occurrence la présence d'une « chapelle » autour de laquelle a dû s'organiser la communauté villageoise dès le Moyen Âge. La seconde partie « sur-Usson » rappelle la proximité géographique de la localité d'Usson, tout comme Saint-Étienne-sur-Usson et Varennes-sur-Usson.
Dans le pouillé des bénéfices du diocèse de Clermont qui détermine le versement de la taxe du don gratuit de 1535, il y a la mention latine de « Capelle subtus Usson ».

## Histoire

### Les seigneurs du fief dit de la Chapelle
André Morel de la Colombe, écuyer, seigneur de « la Chapelle », fut maintenu dans sa noblesse en 1670 et mourut en 1679. Jean de la Chapelle, son fils, était seigneur de la Chapelle en 1693 ; il épousa, en 1699, Marie Aubert de Parpasset. Ils eurent pour enfant Jean Morel de la Colombe, seigneur de la Chapelle, marié en 1739 à Marie-Françoise de Jourda de Vaux de Chabanolles. Ceux-ci engendrèrent Gabriel, seigneur de la Chapelle, sous-lieutenant au régiment de Lyonnais en 1764, marié à Louise de Charpin de Genestines.
Cette famille noble qui remonte au XIVe siècle est également représentée à la fin du XIXe siècle au château de Bergoide (commune actuelle de Vergongheon dans la Haute-Loire), à 10 km au sud de La Chapelle-sur-Usson.

## Population et société

### Démographie
L'évolution du nombre d'habitants est connue à travers les recensements de la population effectués dans la commune depuis 1793. Pour les communes de moins de 10 000 habitants, une enquête de recensement portant sur toute la population est réalisée tous les cinq ans, les populations de référence des années intermédiaires étant quant à elles estimées par interpolation ou extrapolation. Pour la commune, le premier recensement exhaustif entrant dans le cadre du nouveau dispositif a été réalisé en 2008.

En 2022, la commune comptait 86 habitants, en évolution de +26,47 % par rapport à 2016 (Puy-de-Dôme : +2,1 %, France hors Mayotte : +2,11 %).
| 1793 | 1800 | 1806 | 1821 | 1831 | 1836 | 1841 | 1846 | 1851 |
| ---- | ---- | ---- | ---- | ---- | ---- | ---- | ---- | ---- |
| 214  | 238  | 240  | 280  | 232  | 233  | 236  | 243  | 252  |

| 1856 | 1861 | 1866 | 1872 | 1876 | 1881 | 1886 | 1891 | 1896 |
| ---- | ---- | ---- | ---- | ---- | ---- | ---- | ---- | ---- |
| 247  | 280  | 262  | 294  | 307  | 308  | 311  | 340  | 310  |

| 1901 | 1906 | 1911 | 1921 | 1926 | 1931 | 1936 | 1946 | 1954 |
| ---- | ---- | ---- | ---- | ---- | ---- | ---- | ---- | ---- |
| 289  | 296  | 262  | 201  | 199  | 190  | 173  | 147  | 113  |

| 1962 | 1968 | 1975 | 1982 | 1990 | 1999 | 2006 | 2008 | 2013 |
| ---- | ---- | ---- | ---- | ---- | ---- | ---- | ---- | ---- |
| 90   | 78   | 69   | 56   | 70   | 66   | 71   | 73   | 66   |

| 2018 | 2022 | - | - | - | - | - | - | - |
| ---- | ---- | - | - | - | - | - | - | - |
| 80   | 86   | - | - | - | - | - | - | - |

## Culture locale et patrimoine

### Lieux et monuments

#### Patrimoine civil
Située dans le hameau de Coupe-Gorge, l'auberge du Drac est inaugurée en 1995 en présence de nombreuses personnalités, notamment M. Michel Charasse (ancien ministre), M. Pierre Pascallon (député), M. Belin (conseiller général de Jumeaux), M. Astier (maire de La Chapelle-sur-Usson), ses conseillers et administrés. Le premier gérant fut M. Bayrak Richard auquel ont succédé M. et Mme Trilleaud.

## Archives
- Registres paroissiaux et d'état civil depuis :
- Délibérations municipales depuis :